# Liste der denkmalgeschützten Objekte in Lesná u Tachova
Grundlage dieser Liste der denkmalgeschützten Objekte in Lesná u Tachova ist die ÚSKP-Liste (Ústřední seznam kulturních památek České republiky, deutsch Zentrale Liste der Kulturdenkmäler der Tschechischen Republik), die von der tschechischen Denkmalschutzbehörde NPÚ (Národní památkový ústav, deutsch Nationale Denkmalbehörde) seit 1987 geführt wird und an die seit dem Jahr 1850 geschaffenen Listen anschließt.

## Denkmalgeschützte Objekte nach Ortsteilen

### Lesná u Tachova
| Lage               | Objekt                      | Beschreibung                | ÚSKP-Nr.                  | Bild                        |
| ------------------ | --------------------------- | --------------------------- | ------------------------- | --------------------------- |
| Lesná (Standort)   | Kirche hl. Nikolaus         | Kirche hl. Nikolaus         | 44339/4-4735 Info Katalog | weitere Bilder              |
| Lesná 1 (Standort) | Schloss Lesná               | Schloss                     | 44340/4-4734 Info Katalog | Schloss Lesná               |
| Lesná (Standort)   | Statue hl. Johannes Nepomuk | Statue hl. Johannes Nepomuk | 10306/4-4915 Info Katalog | Statue hl. Johannes Nepomuk |

### Ostrůvek
| Lage                            | Objekt  | Beschreibung | ÚSKP-Nr.                  | Bild    |
| ------------------------------- | ------- | ------------ | ------------------------- | ------- |
| beim Jagdschlösschen (Standort) | Kapelle | Kapelle      | 29742/4-4036 Info Katalog | Kapelle |